# 燃えろ!クロパン
『燃えろ!クロパン』(もえろ!くろパン)は内山まもる原作の野球漫画。小学館の月刊コロコロコミックにて1979年9月号より1981年3月号まで連載された。単行本は2018年の時点で未発売。

## 概要
「クロパン」とあだ名される投手の少年を主人公に描かれた野球漫画。当初は茨城県の中洗町という架空の町を舞台とした中学生編からスタートし、後半は東京の名門「甲龍学園」に入学した主人公が魔球を生み出して甲子園優勝を目指す物語である。

## 登場人物
大磯 巧(おおいそ たくみ)
主人公。通称「クロパン」。あだ名の由来は「顔が他人より黒いからではないか。」とは本人の弁。地元である茨城県中洗(なかあらい)町では超中学級の豪腕投手の名をほしいままにしており、一回戦ボーイの弱小チームとはいえ進学予定の沖高校のレギュラーチームをノーヒットノーラン直前まで追い込んでみせ、補欠チームを勝利に導いた。後に東京の名門「甲龍学園」に進学し、「サンダーボルト」「スクランブルエッグ」といった魔球を生み出してチームを甲子園優勝へと導く。左投げ左打ち。
大磯 武次郎(おおいそ たけじろう)
クロパンの父。実は実父ではなく養父。漁師で、クロパンに野球を教えてきた。
クロパンの弟(名前は不明)
東京の「私立光陽学園中等部」野球部主将でクロパンの弟(二卵性双生児)。光陽学園野球部部長が、クロパンが「井の中の蛙」でお山の大将に過ぎない事を知らしめるために連れてきた。彼との勝負でヒット性の当たりをされたクロパンは、このレベルの打者が「ザラにいる」と部長に言われた事で東京に行く事を決意する。もっとも実際には東京においてもクロパンの剛球をまともに打てる打者はほとんどおらず、光陽野球部でも彼のみだった。そのまま同校の高等部に進学したらしく、高校編になってからは登場しなかった。
三好 晴海(みよし はるみ)
クロパンが転校した東京の「光陽学園中等部」の柔道部主将。初対面ではクロパンと衝突したが後に意気投合して野球部の練習にも協力し、高校は同校の高等部ではなくクロパンと同じ「甲龍学園」に入学し、捕手を務める。最終決戦となった白虎学園との「真の日本一決定戦」では人工芝の特徴を利用して「サンダーボルト」をアンダースローで投げるようクロパンに指示し、更に電撃の威力を増した「サンダーボルトマークⅡ」の誕生に導いた。
猿飛 才助(さるとび さいすけ)
自称「猿飛佐助の十三代目の子孫」。実際に敏捷で身軽な動きをして、「光陽学園の忍者」と呼ばれる。クロパン達を気に入り、共に甲龍学園へと進学する。祖父がはり師で、鍼治療の心得もある。
南大路 光
甲龍学園のエースピッチャー。魔球「白鳥の舞い」の使い手。生まれつき心臓に持病があり、余命は甲子園予選大会の時点で一ヶ月。決勝戦のマウンド上で甲子園出場の夢を甲龍ナインに託して息絶える。学園きってのハンサムで、女子生徒からは「光さま」と呼ばれ追っかけられている。投球フォームはアンダースロー。最終回では、OBや教職員たちが南大路の遺影を持ってクロパンたちの応援に駆け付けた。
剛田
甲龍学園野球部主将。リトルリーグ時代はエースだったそうだが、球が速いだけのノーコンで有名だった。
鉄海
京都府代表「大嵐山高校」主将。「危険すぎる」という理由で高野連から使用禁止を通達されたクロパンの「サンダーボルト」を打ち崩してみせた。打つときは「南無妙法蓮華経」と題目を唱える。試合では新魔球「スクランブルエッグ」の前に凡退を繰り返すが、三打席目には「心眼打法」でスクランブルエッグをあわやホームランという打球を放つ（猿飛のファインプレーでホームランはならず）。しかし最後の四打席目はクロパン一か八かの「スクランブルエッグ」と「白鳥の舞い」の合体魔球で大キャッチャーフライに終わる。最終決戦でクロパンと再び勝負するため「白虎学園」に助っ人として加入する。
三馬（さんま)(「さんば」とのルビも)
神奈川県代表「相模灘大学付属高校」控え投手。同校の投手陣ではナンバーワンの実力を持っていながら学業成績が全校でビリのため、文武両道の方針である同校の教師やPTAからも「あいつだけは試合に出すな。」と監督に言われていたが、勝利を優先した監督の決断で出場する。魔球「コークスクリュー」で甲龍打線をきりきり舞いさせた。最終決戦でクロパンと投げ合うため「白虎学園」に助っ人として加入する。

## 作中に登場する必殺技(主に魔球)
- 白鳥の舞い

打てば必ずキャッチャーフライになる球。脚を垂直に高く上げた状態で投げる。体の弱い南大路が、27球で試合を終わらせるために編み出した技。しかし、南大路も作中に病気で亡くなる。後にクロパンも投げられるようになる。
- サンダーボルト

空気との摩擦で電撃を生じ、打てば感電する球。クロパンが使用。あまりにも危険な球のため、高野連から使用を禁止されてしまった。
- スクランブルエッグ

打者の手元で止まり、変化してミットに吸い込まれる球。クロパンが使用。生卵とゆで卵の見分け方をヒントに編み出された。当初は打者を空振りの連続にした。
- スクランブルエッグ＋白鳥の舞い

大山嵐高校の鉄海の「心眼打法」を攻略すべく編み出した合体魔球。鉄海をキャッチャーフライに打ち取った。
- コークスクリュー

球がジェットコースターのような軌道を描く。三馬の決め球。
- サンダーボルトマークⅡ

アンダースローから投げられるサンダーボルト。人工芝との干渉により、球威も電撃も初代から増している。
- 秘打・白鳥の舞い

脚を垂直に高く上げて一本足打法でバットを振る技。コークスクリュー攻略の決め手となった。